# FIFA Series
La FIFA Series, originalmente llamada FIFA World Series, es una competición amistosa bianual de fútbol organizada por la FIFA que comprende amistosos internacionales entre selecciones, que se disputa en el mes de marzo de cada año par. La primera edición se disputó en marzo de 2024.
La competición incluye selecciones mayores masculinas de las seis Confederaciones de FIFA en mini torneos compuestos de cuatro equipos y llevados a cabo en una sede durante la Fecha FIFA de marzo de cada año par. Para su realización, FIFA provee apoyo financiero a los seleccionados de cada torneo y está a cargo de la organización junto a la asociación sede.

## Historia
El 16 de diciembre de 2022, FIFA presentó la propuesta de una competencia amistosa denominada "FIFA World Series", con el objetivo de brindarle mayores oportunidades de disputar partidos entre sí a selecciones menores de diferentes Confederaciones. El presidente de la FIFA, Gianni Infantino, confirmó la competición el 16 de marzo de 2023, luego de su reelección durante el 73° Congreso de la FIFA en Kigali, Ruanda.
La edición inaugural en 2024 comprendió 5 series que se realizaron en cuatro sedes, en la fecha FIFA que correspondió del 18 al 26 de marzo de 2024.

## Participantes
Referencias
- 1.°, 2.°, 3.°, 4.° – Posición final en el torneo
- – Sede
- I – Invitado

| AFC                      |      |
| Selección                | 2024 |
| Bután                    | 4.°  |
| Brunéi                   | 2.º  |
| Camboya                  | 4.º  |
| Mongolia                 | 4.°  |
| Sri Lanka                | 2.°  |
| CAF                      |      |
| Selección                | 2024 |
| Argelia                  | 1.°  |
| Cabo Verde               | 1.º  |
| Egipto                   | 2.°  |
| República Centroafricana | 1.°  |
| Guinea Ecuatorial        | 3.º  |
| Guinea                   | 1.º  |
| Sudáfrica                | 3.°  |
| Tanzania                 | 3.°  |
| Túnez                    | 3.°  |
| Concacaf                 |      |
| Selección                | 2024 |
| Bermudas                 | 3.º  |
| Guyana                   | 2.º  |
| Conmebol                 |      |
| Selección                | 2024 |
| Bolivia                  | 2.°  |
| OFC                      |      |
| Selección                | 2024 |
| Nueva Zelanda            | 4.°  |
| Papúa Nueva Guinea       | 3.°  |
| Vanuatu                  | 4.º  |
| UEFA                     |      |
| Selección                | 2024 |
| Andorra                  | 4.°  |
| Azerbaiyán               | 1.°  |
| Bulgaria                 | 1.°  |
| Croacia                  | 1.°  |

### Palmarés
| Selección                | Ganador  | Segundo puesto | Tercer puesto | Cuarto puesto |
| ------------------------ | -------- | -------------- | ------------- | ------------- |
| Argelia                  | 1 (2024) | 0              | 0             | 0             |
| Azerbaiyán               | 1 (2024) | 0              | 0             | 0             |
| Bulgaria                 | 1 (2024) | 0              | 0             | 0             |
| Croacia                  | 1 (2024) | 0              | 0             | 0             |
| Cabo Verde               | 1 (2024) | 0              | 0             | 0             |
| Guinea                   | 1 (2024) | 0              | 0             | 0             |
| República Centroafricana | 1 (2024) | 0              | 0             | 0             |
| Bolivia                  | 0        | 1 (2024)       | 0             | 0             |
| Brunéi                   | 0        | 1 (2024)       | 0             | 0             |
| Egipto                   | 0        | 1 (2024)       | 0             | 0             |
| Guyana                   | 0        | 1 (2024)       | 0             | 0             |
| Sri Lanka                | 0        | 1 (2024)       | 0             | 0             |
| Bermudas                 | 0        | 0              | 1 (2024)      | 0             |
| Guinea Ecuatorial        | 0        | 0              | 1 (2024)      | 0             |
| Papúa Nueva Guinea       | 0        | 0              | 1 (2024)      | 0             |
| Sudáfrica                | 0        | 0              | 1 (2024)      | 0             |
| Tanzania                 | 0        | 0              | 1 (2024)      | 0             |
| Túnez                    | 0        | 0              | 1 (2024)      | 0             |
| Andorra                  | 0        | 0              | 0             | 1 (2024)      |
| Bután                    | 0        | 0              | 0             | 1 (2024)      |
| Camboya                  | 0        | 0              | 0             | 1 (2024)      |
| Mongolia                 | 0        | 0              | 0             | 1 (2024)      |
| Nueva Zelanda            | 0        | 0              | 0             | 1 (2024)      |
| Vanuatu                  | 0        | 0              | 0             | 1 (2024)      |

#### Ganadores por confederación
| Confederación | Títulos | Ediciones          |
| ------------- | ------- | ------------------ |
| CAF (África)  | 4       | 2024 (4 ganadores) |
| UEFA (Europa) | 3       | 2024 (3 ganadores) |